# Space Dogs Family
Space Dogs Family (no Brasil, "Space Dogs - Família de Cachorros Espaciais") é uma série animada baseada nos filmes "Space Dogs" e "Space Dogs: Adventures in the Moon". 
A série tem duas temporadas lançadas, totalizando 104 episódios de 5 minutos cada.

## Sinopse
Dina, Rex e Chewy, crescerão e enfrentarão muitas aventuras para enfrentar viagens interestelares e se tornarão, portanto, astronautas como seus pais!

## Episódios
| #                                                                            | Título                  |
| ---------------------------------------------------------------------------- | ----------------------- |
| 1                                                                            | "Estrela de TV"         |
| Dina, Dentinho e Rex tentam transformar seu pai em uma estrela de televisão. |                         |
| 2                                                                            | "Sozinhos em Casa"      |
| Dina, Dentinho e Rex ficam sozinhos em casa e fazem uma grande bagunça.      |                         |
| 3                                                                            | "Entrando pelo Tubo"    |
| 3                                                                            | "Um Artista em Demasia" |
| 5                                                                            | "Ganhando Dinheiro"     |
| 6                                                                            | "Um Novo Elefante"      |

## Dublagem brasileira
- Sean Stanley
- Luciano Monteiro
- Roberta Alves
- Francisco Araujo, Jr.
- Danielle Lima Merseguel